# 杏林站 (合肥市)
杏林站位于中华人民共和国安徽省合肥市庐阳区阜阳路与灵壁路交叉口地下，是合肥轨道交通8号线的地铁车站，工程站名灵璧路站。